# Дечо Колев
Дечо Колев Георгиев е български офицер.

## Биография
Роден е на 24 септември 1879 г. в село Дълбоки, Старозагорско. Завършва гимназия в Сливен. През 1903 г.завършва Школата за запасни офицери в Княжево, София. Увлича се от идеите на социализма.
В навечерието на Балканската война пропагандира в селата на Старозагорско, че предстоящата война с Османската империя е продължение на освободителната борба на българския народ.
В Балканската война участва като командир на взвод в 4-та дружина на 21 пехотен Средногорски полк. Загива в боя на превала Кавгаджик (днес връх Средногорец). През 1934 година на този връх, наречен Родопска Шипка, е издигнат мемориален паметник костница на загиналите в този бой. Единственият загинал офицер в боя е подпоручик Дечо Колев. Името му е почитано от гражданството на Смолян наравно с името на прославения номандир на 21 пехотен Средногорски полк полковник Владимир Серафимов.